# Martina Lechner (Schauspielerin)
Martina Lechner (* 6. Februar 1987 in Leoben) ist eine österreichische Musicaldarstellerin.

## Leben und Wirken
Lechner wuchs in Kapfenberg auf, studierte von 2008 bis 2011 am Konservatorium der Stadt Wien und begann dann ihre Karriere als Musicaldarstellerin. Im Anschluss an das Studium machte sie 2011 ihr professionelles Debüt als Swing und Cover Mary Robert in Sister Act, wo sie bis 2013 im Stage Operettenhaus Hamburg, sowie im Stage Apollo Theater Stuttgart engagiert war. Danach war sie von 2013 bis 2014 als Sophie in Mamma Mia! im Stage Palladium Theater in Stuttgart zu sehen.
Von 2014 bis 2016 war sie außerdem in Hair in Darmstadt sowie in West Side Story in Wuppertal zu sehen. Von 2016 bis 2019 spielte Lechner im Ensemble, sowie als Cover für Jane bei Tarzan in Oberhausen mit und war als Jeannie in Hair bei den Bad Hersfelder Festspielen aktiv. 2019 war sie außerdem als Diva in Pricilla – Königin der Wüste in der Schweiz, sowie als Amneris in Aida in Schwäbisch Hall zu sehen. Dort trat sie 2019 auch als Silvia in Das Spiel von Liebe und Zufall auf.
Von 2021 bis 2022 war sie dann als Ensemble und Cover für Glinda bei Wicked im Stage Theater Neue Flora zu sehen. Im Januar 2024 stand sie als Cathy im Musical Die letzten fünf Jahre im Friedrichsbau Varieté in Stuttgart zu sehen. Im Sommer 2024 spielte Lechner Christine Daaé in Love Never Dies: Liebe Stirbt Nie am Domplatz Open Air des Theater Magdeburg.
Außerdem produziert Martina Lechner den Podcast Musical & Mehr.